# Nikola Ćirković
Nikola Ćirković (nacido el 2 de junio de 1997 en Belgrado) es un jugador de baloncesto serbio, que juega en la posición de base en el equipo del Iraurgi Saski Baloia cedido por el San Sebastián Gipuzkoa Basket Club.

## Características como jugador
Es un jugador con talento en el 1x1 (su principal virtud), aunque también tiene mucha facilidad para el tiro exterior y una buena visión de juego. Un jugador con mucha proyección en un par de años.

## Trayectoria deportiva
En 2015, firma con el  San Sebastián Gipuzkoa Basket Club, por 6 temporadas. El escolta internacional con Serbia U18, llega al club guipuzcoano, aunque comenzará su incorporación desde el equipo convenido Iraurgi SB.

## Selección nacional
En verano de 2015, ha disputado el Eurobasket con la selección U18 en Grecia, donde promedió un total de 7.9 puntos, 4.6 rebotes y 2 asistencias en los 8 partidos disputados.